# 間宮龍真
間宮 龍真（まみや たつま、1882年（明治15年）4月2日 - 没年不詳）は、日本の内務官僚。東京市麻布区長。

## 経歴
島根県松江市出身。佐々木龍夫の五男として生まれ、間宮興孝の養子となった。1907年（明治40年）に東京外国語学校を卒業した後、長崎高等商業学校助教授を務めた。1914年（大正3年）11月、文官高等試験行政科試験に合格し、1917年（大正6年）内務省に入省して埼玉県属となり、同南埼玉郡長、島根県飯石郡長、同理事官、島根県学務部長、埼玉県学務部長を歴任し、1931年（昭和6年）に大分県警察部長に就任した。
退官後、東京市に入り、教育局庶務課長、同社会教育課長を務め、1937年（昭和12年）に麻布区長となった。
退任後の1940年（昭和15年）より東京鍛造工業組合専務理事を務めた。